# Linda Botterill
Linda Botterill ist eine Politikwissenschaftlerin, die als Professorin an der australischen University of Canberra forscht und lehrt. 2014/2015 amtierte sie als Präsidentin der Australian Political Studies Association.

## Werdegang und Wirken
Botterill machte das Bachelor-Examen an der Griffith University, erwarb ein Diplom im Fach Internationales Recht an der Australian National University, wo sie auch zur Ph.D. promoviert wurde. Sie war Gastprofessorin an der University of New South Wales. Sie hat fast fünfzehn Jahre im australischen öffentlichen Dienst, als Politikbeauftragte in zwei Industrieverbänden und als Beraterin zweier Bundesminister gearbeitet. Sie ist auf Politik und Wirtschaft ländlicher Räume spezialisiert.

## Schriften (Auswahl)
- Wheat marketing in transition. The transformation of the Australian Wheat Board. Springer, Dordercht/New York 2012, ISBN 978-9-400-72803-5.
- Mit Alan Fenna: Interrogating public policy theory. A political values perspective. Edward Elgar Publishing, Cheltenham/Northampton 2019, ISBN 978-1-784-71007-1.